# A Cultura na Memória
A Cultura na Memória foi um programa da RTP Memória, coordenado pela jornalista Helena Balsa, falecida em 2006. Era um espaço informativo que pretendia reflectir sobre temas do passado, na actualidade.